# Битка на Крбавском пољу
Битка на Крбавском пољу је вођена на Крбавском пољу код Удбине у данашњој Хрватској између војски Османског царства и хрватских феудалаца 9. септембра 1493. Битка је представљала тежак пораз за хрватско племство.

## Увод
Након пада средњовековног Босанског краљевства под власт Османског царства 1463, јужни и централни делови краљевства Хрватске су остали незаштићени, а одбрана је препуштена нижем хрватском племству које је држало мало војника у утврђеним пограничним областима. Турци су у међувремену стигли до реке Неретве и покорили Херцеговину 1482, тиме отворивши нов пут до Хрватске, вешто избегавши утврђене пограничне градове. Кроз Хрватску турска лака коњица је стизала чак до Крањске и Корушке, угрожавајући тиме и границе Млетачке републике.

## Битка
Крајем лета 1493. године, Јакуб-паша Хадум је провалио са својим акинџијама (лаком коњицом), укупно око 8.000, преко река Уне и Купе у Штајерску и опустошио Цеље и Птуј. Приликом повратка из Словеније, Турци су опустошили и Хрватско Загорје, спалили и опљачкали богати градић кнеза Франкопана, Модрушу, у којем је била и смештена бискупија, с циљем повратка у Босну, при чему није познато којим правцем су се враћали. Према подацима једног турског летописца, Јакуб-паша је са својим снагама наишао на хрватске феудалне снаге на једној планини (верује се Мала Капела), које су му препречиле пут. Како је био угрожен с леђа од штајерског грофа, Јакуб-паша је понудио хрватско бану Емерих Деренчину новац уколико би га овај пустио да настави пут према Босни. Бан Деренчин, уверен у премоћ својих снага над измореним турским снагама, као услов тражи и ослобађање читавог робља и предају целог плена, што Јакуб-паша не прихвата. Док су још трајали преговори око откупа, Јакуб-паша је упутио турске снаге преко Крбаве као би искористио прилику и извукао се из, за њега, тешког положаја.
Чим је сазнао за промену правца кретања турских снага, бан Деренчин је прегруписао снаге и на Крбавском пољу окупио до тада међусобно завађене хрватске кнезове, Ивана Франкопана Цетинског, Бернардина Франкопана Модрушког, Николу Франкопана Тржичког, Карла Гушића, Петра II Зринског, јајачког бана Михајла Петкауа, Јураја Влатковића, сина херцега Влатка Косаче и друге. Хрватске снаге су бројиле око 3.000 тешких коњаника, око 2.000 пешака и око 6.000 слабо наоружаних и војно необучених сељака. Иако су неки од кнезова предлагали напад на турске снаге на планинском земљишту, што је било неуобичајена тактика војски феудалног раздобља и могући прави избор, одлучено је да се Турци нападну фронтално у три коњичке групе по обичају тог времена. Прву група су сачињавале славонске бандерије под заповедништвом Фердинанда Берисбурха, другу - хрватске снаге под Иваном Франкопаном Цетинским и јајачким баном Михајлом Петкауом и трећу - остатак под Николом Франкопаном Тржичким и Бернандом Франкопаном Модрушким. Између ових коњичких скупина су били распоређени сељаци и пешадија.
Кад је Јакуб паша схватио да је са хрватским снагама бој неизбежан, дао је побити све заробљенике способне за битку, те је своје акинџије посложио такође у три скупине (према територијалној припадности акинџија - Србија, Босна и Санџак). Намера Јакуб паше била је да се хрватски коњаници намаме у равницу где ће их обухватом тући два одреда скривених у заседи. Мањи део турских коњаника (око 3.000) препливао је реку Крбаву у намери да удари у бок хрватским бојним положајима.
Тог јутра, 9. септембра 1493, дувао је јак ветар и подизао прашину и исту је носио према хрватској војсци, те јој заклањао оптичку видљивост с турском војском. Због тога бан Деренчин није знао за маневар оних 3.000 акинџија који су препливали Крбаву и кретали се бочно.
Битку су започели акинџије из Србије под заповедништвом Исмаил бега који су након краће борбе стали одступати и за собом повлачити хрватске бандерије (ово је варка која ће скупо стајати хрватске коњанике). Када су хрватски коњаници зашли на шумовити део источне обале Крбаве, с леђа их је напао Мехмед бег са својим акинџијама из Босне. Готово истовремено фронтално је напао Јакуб паша са акинџијама из Санџака, а оних 3.000 акинџија који су поновно прешли Крбаву сада је изненада ударило у бок хрватској војсци. Битка се одиграла на отвореном пољу, те ни једна ни друга страна није укључивала и користила утврде крај Удбине.
Овако нападнута (с бока, с фронта и с леђа) хрватска војска трпела је тешке губитке, а невоља је била још већа јер су у самом почетку погинули Иван Цетински и Јурај Влатковић, а њихови бандерији остали су обезглављени и без заповедника, те постали лагани плен турским акинџијама. Убрзо након тога дошло је до страшне катастрофе и потпуног пораза хрватске племићке и банске војске.
Да је исход битке на Крбавском пољу завршио кобно по некада снажно Хрватско краљевство у то нема никакве сумње, али да је исход био другачији, односно да је бан Деренчин причекао штајерске одреде војводе Јакоба Секеља, битка би вероватно имала другачији исход.

## Последице
Крбавска битка је почетак и главни узрок распада целог бившег Хрватског краљевства. У тој бици пропале су многе хрватске племићке породице. Погинули су кнез Иван Франкопан Цетински, јајачки бан Јурај Влатковић, син бана Деренчина Мирко Деренчин, а сам бан Деренчин умро је у турском заробљеништву. Погинуло је и 70 свештеника и редовника и још око 10.000 хрватских војника. То је био велики губитак способних мушкараца за одбрану, а међу њима оног најважнијег, хрватског племства које је било главни носилац и предводник у одбрани земље.
Хрватски народ од тада узмиче од Неретве према Цетини и Велебиту, са Спрече према Сави и даље кроз Срем и Славонију, с Врбаса према Уни и даље према Корани и Купи, те је краљем 16. века некадашње Хрватско краљевство сведено на уски појас од Драве до Јадранског мора површине једва 16.800 km². Хрватски пораз у којем је изгинуо „цвијет племства хрватског“ од године 1558. хрватски сабор зове и Крваво поље.